# Hallux varus
El hallux varus es una deformidad de la articulación del dedo gordo del pie que provoca la desviación medial (interna o hacia el lado tibial) del hallux partiendo del primer metatarso. El hallux se mueve habitualmente en el plano transversal. En este sentido se trataría del defecto contrario al hallux valgus.

## Clasificación
Según su presentación, se clasifica en cuatro tipos:
- Tipo I: Inclinación del hallux sin presencia aparente de otras anomalías.
- Tipo II: Con polidactilia preaxial. En el caso de que se de una polisindactilia, OMIM 234280.
- Tipo III: Con un primer metatarsiano anómalo y con/sin polidactilia preaxial.
- Tipo IV: Con origen en la falange distal, generalmente deltoidea.

## Etiopatogenia
Existen tres causas:
- Hallux varus sintomático o funcional: Sería un síntoma infantil de formación posterior de un pie plano. O también puede ser secundario a tibias varas.
- Hallux varus congénito. OMIM recoge hasta cinco afecciones genéticas causantes de hallux varus. Por lo general se encuentra como secundario o asociado a otras deformidades o anomalías, como:

- Primer metatarsiano más corto y grueso de lo habitual.
- Huesos o dedos accesorios: Polidactilias y polisindactilias.
- Metatarso varo
- Existencia de una banda de tejido fibroso que discurre por el lado interno del primer dedo.
Algunas afecciones genéticas asociadas serían: Polisindactilia preaxial, Braquidactilia preaxial con hallux varus y abducción del hallux, Disostosis acrofacial tipo Nager, Síndrome útero-mano-pie y el Síndrome de Shprintzen-Goldberg.
- Hallux varus de origen quirúrgico. Frecuente en la operación de Mcbride (buniectomía con corrección de tejidos blandos). Se produce como consecuencia de un tensado secundario a cicatrices quirúrgicas.

## Tratamiento
En el tratamiento se debe tener muy en cuenta la tipología y etiopatogenia del hallus varus. Cuando se produce por una compensación, se debe tratar la causa original. En el resto de los casos se suele corregir mediante intervención quirúrgica. Ésta suele realizarse entre los seis meses y el año de edad, antes del inicio de la marcha.